# Tungabhadra
Tungabhadra és un riu perenne de l'Índia afluent principal del Kistna, que es forma per la unió de dos rius: el Tunga i el Bhadra, que neixen als Ghats Occidentals, prop de Gangamula en territori de l'estat de Karnataka.
El Tunga corre al nord-est fins després de Sringeri, i llavors gira al nord-oest cap a Tirthahalli, on retorna a la direcció nord-est fins a passar la ciutat de Shimoga, i segueix fins a confluir amb el Bhadra.
El Bhadra corre en direcció est per la part occidental de la serra de Baba Budan, i després al nord passant per Benkipur.
Els dos rius s'uneixen a Kudali al districte de Shimoga. Forma al límit amb Maharashtra i després gira al nord-est entrant a Andhra Pradesh i s'uneix al Kistna després de Kurnool, després d'uns curs total de 644 km.
Rep durant tot el seu curs aproximadament un tres-cents rius, rierols i torrents, sent els rius més destacats el Choradi (anomenat també Kumadvati), el Varada, el Haridra, el Chinna Hagari i el Vedavati (anomenat també Hagari).
Les aigües són àmpliament aprofitades pel reg amb nombroses preses i rescloses i alguns canals, però l'orografia ho impedeix a la part final. A la seva riba hi ha diversos temples notables. Les ruïnes de la capital de Vijayanagar es troben a la seva vora al costat del poble de Hampi.